# Crichet
Crichetul (sau cricket) este un sport de echipă foarte popular în Regatul Unit și în țările Commonwealth-ului.
Primele mențiuni ale sale datează din secolul al XVI-lea, dar a devenit răspândit din secolul al XVIII-lea, primul meci oficial jucându-se în secolul al XIX-lea. Astăzi Consiliul Internațional al Crichetului are 105 state membre. Crichetul se joacă între 2 echipe a câte 11 jucători. În timp ce o echipă bate mingea, încercând să realizeze cât mai multe alergături (în engleză runs), un jucător de la cealaltă echipă aruncă mingea (bowler), făcând asta astfel încât să i-o dea jucătorului care o prinde (din spatele celui care o bate) și împiedicând echipa oponentă să marcheze alergături. După un anumit număr de aruncături, care marchează un inning, echipele își schimbă rolurile. Un joc constă dintr-un anumit număr de inning-uri și poate dura până la 5 zile. Forma terenului este ovală (cricket field), iar în mijlocul ei se află o fâșie de pământ lungă de 20 metri (cricket pitch). Alergăturile se efectuează între construcțiile celor 2 capete ale fâșiei de pământ (numite wicket). Crichetul este oarecum asemănător cu baseballul nord-american. Nu trebuie însă confundat cu croquetul, un alt joc sportiv de origine britanică, însă diferit.